# Misothéisme
Ne doit pas être confondu avec Athéisme ou Antithéisme.
 (mai 2022).
Le misothéisme (littéralement, haine de Dieu ou haine des dieux) est une croyance religieuse en un ou plusieurs dieux que l'on déteste.
Il diffère de l'athéisme (absence de croyance en l'existence de dieux) et de l'antithéisme (opposition à la croyance en l'existence de dieux), car le misothéisme suppose l'existence d'un ou plusieurs dieux.
Cependant, ce Dieu ou ces dieux sont considérés comme mauvais car, selon les misothéistes, l'humanité est sujette à la négligence ou au sadisme divin, étant donné la souffrance, l'injustice et le désordre dans le monde. Les misothéistes supposent que le ou les dieux provoquent ou permettent (intentionnellement) que cela se produise : alors qu'ils ont le pouvoir de faire ce qui est bon pour le monde et l'humanité, ils choisissent délibérément de ne pas le faire. Par conséquent, ces dieux ou dieu ne méritent pas d'être adorés et vénérés, mais d'être haïs et peut-être même combattus (pour autant que cela soit jugé possible).